# Armoriale dei comuni della provincia di Trieste

Stemma della Provincia di Trieste

Questa pagina contiene le armi (stemmi e blasonature) dei comuni dell'ex provincia di Trieste.
| Stemma | Comune e blasonatura | Gonfalone e/o bandiera |
| ------ | --- | ---------------------- |
|        | Duino-Aurisina Di rosso, al viadotto di tre archi, fondato in punta e sui fianchi, sostenente la torre merlata alla guelfa di quattro, il tutto d'argento, murato di nero; alla bordatura diminuita d'argento. Ornamenti esteriori da Comune. D.P.R. n. 4054 del 19 luglio 1986 Gonfalone: Drappo rosso riccamente ornato di ricami d'argento e caricato dello stemma sopra descritto con la iscrizione centrata in argento recante la denominazione del Comune. Le parti metalliche ed i cordoni saranno argentati. L'asta verticale sarà ricoperta di velluto con bullette argentate poste a spirale. Nella freccia sarà rappresentato lo stemma del Comune e sul gambo inciso il nome. Cravatta con nastri tricolorati dai colori nazionali frangiati d'argento. D.P.R. n. 4054 del 19 luglio 1986 |                        |
|        | Monrupino D'azzurro, alla chiesa e campanile di San Rocco in Monrupino, d'oro, coperti di grigio al naturale, essa chiesa vista nella parte absidale e unita a sinistra al campanile, posta di tre quarti, il campanile cimato dalla crocetta d'argento, il tutto sinistrato dal recinto di pietra grigia, al naturale, appellato Tabor, chiesa, campanile, recinto fondati sulla collina di verde, fondata in punta e uscente dai fianchi, boscosa nella sommità di querce di verde, fustate al naturale. Ornamenti esteriori da Comune. Gonfalone: Drappo troncato di bianco e di giallo… D.P.R. del 12 settembre 2003 |                        |
|        | Muggia D'oro, al castello di rosso, aperto e murato di nero, torricellato di tre del primo, merlate alla guelfa e finestrate di due in palo del secondo. Ornamenti esteriori di Comune italiano. R.D. del 2 settembre 1939 Gonfalone: Drappo di azzurro… |                        |
|        | San Dorligo della Valle Di rosso, al torrione di azzurro formato dal doppio basamento poliedrico, scalinato, sostenente la torre a base quadrangolare, il tutto visto di spigolo, con la facciata principale volta a sinistra, i due basamenti e la torre merlati alla guelfa, il basamento inferiore, più grande, merlato di dodici nei due lati, sei e sei, il basamento superiore merlato di dieci nei due lati, cinque e cinque, la torre merlata di otto nei due lati, quattro e quattro, il basamento inferiore chiuso nella facciata principale, di nero, la torre finestrata nella detta facciata di due finestrelle di nero, poste in palo, fondato sulla collina di verde, fondata in punta e uscente dai fianchi, caricata dalla scala di pietra azzurra di dodici scalini, posta in banda, unita alla porta ed estesa fino al cantone sinistro della punta. Ornamenti esteriori da Comune. Gonfalone: Drappo di azzurro, riccamente ornato di ricami d'argento e caricato dallo stemma sopra descritto con la iscrizione centrata in argento, recante la denominazione del Comune. Decreto dell'11 ottobre 1999 |                        |
|        | Sgonico Di rosso, al campanile quadrato, d'oro, fondato in punta, con bifora di nero e sottostante orologio d'argento, le lancette e i segni delle ore, di nero, con il coronamento esagonale d'oro, coperto dello stesso, cimato dalla crocetta di nero, esso campanile accompagnato da due pali diminuiti, concavi verso i fianchi, di azzurro. Ornamenti esteriori da Comune. D.P.R. dell'8 giugno 2007 Gonfalone: Drappo di azzurro… D.P.R. dell'8 giugno 2007 |                        |
|        | Trieste Di rosso all'alabarda di S. Sergio, d'argento. R.D. del 3 luglio 1930 Gonfalone: Drappo di rosso… R.D. 30 giugno 1932 e LL.PP. 6 febbraio 1933 |                        |